# Hugo Franz von Königsegg-Rothenfels
Hugo Franz von Königsegg-Rothenfels (ur. 7 maja 1660 w Wiedniu, zm. 6 września 1720 w Bonn) – biskup litomierzycki w latach 1710–1720.
W 1671 otrzymał niższe święcenia i został kanonikiem w Strasburgu. Rozpoczął także studia teologiczne. W 1677 został kanonikiem w Liège, a rok później w Salzburgu. 20 maja 1690 przyjął święcenia kapłańskie. W 1691 został prepozytem kapituły na Wyszehradzie w Pradze. Większość czasu spędzał w Bonn, gdzie był najwyższym hofmistrzem arcybiskupa kolońskiego. Otrzymał także tytuł cesarskiego tajnego radcy.
29 lipca 1700 cesarz Leopold mianował go biskupem-koadiutorem w Litomierzycach. Papież nie potwierdził tej nominacji. Dopiero po śmierci biskupa litomierzyckiego cesarz Józef I 6 sierpnia 1709 ponownie mianował go biskupem. 26 stycznia 1710 nominację zatwierdził papież. 7 czerwca 1711 w Bratysławie Hugo Franz von Königsegg-Rothenfels przyjął święcenia biskupie. Ingres nastąpił dopiero 11 października 1716. Pod koniec 1717 biskup na stałe opuścił Litomierzyce.
Jego bratem był austriacki wojskowy Dominik von Königsegg-Rothenfels (1673-1751).